# Neves Paulista
Neves Paulista é um município brasileiro do estado de São Paulo. Está a uma altitude de 549 metros e sua população, conforme informação do IBGE de 2022, era de 9 690 habitantes. O município é formado pela sede, pelos distritos de Barra Dourada e Miraluz, e pelo povoado de Pirajá.

## História
Fundada em 22 de maio de 1922 (103 anos).
Em 22 de maio de 1922, Capitão Neves, Waldemar e José da Costa Spíndola, José Francisco Matarezi, Joaquim Pedro da Silva e Gerônimo Chico, ergueram um cruzeiro no local que constitui o divisor de águas entre os córregos da Água Limpa, o de Jacutingá e o Ribeirão do Jacaré, fundando o patrimônio do "Canto Chão", em homenagem a Nossa Senhora Aparecida.
A vila tornou-se distrito em 22 de dezembro de 1927, pertencente ao município de Monte Aprazível, com a denominação de Neves. Em 26 de outubro de 1937, foi transferido para o município de Mirassol e, em 30 de novembro de 1944, transformado em município com o nome de Iboti.
Falar em Neves Paulista é falar também de imigrante espanhol. Esta pequena cidade do Noroeste Paulista fundada em 1922,
localizada próxima a cidade de São José do Rio Preto, é uma das muitas cidades desta região que devem o seu surgimento graças à 
expansão da lavoura de café, sendo uma das últimas regiões do Estado a  cultivar o mesmo. A cidade caracteriza-se pela forte influência espanhola que teve desde o início de seu desenvolvimento, por se constituir numa frente cafeeira. Desde o início do século XX, 
afluíram para esta região um significativo contingente de imigrantes dos quais podemos salientar os italianos, árabes, alemães dentre outros. Juntamente com os espanhóis, estes imigrantes vieram em sua grande maioria para trabalhar na lavoura de café, motivados, 
é claro, pelo sonho de conseguir no Brasil o que lhes era negado na Europa, o direito de viverem dignamente.
O nome atual foi adotado em 24 de dezembro de 1948.

## Demografia
Dados do Censo - 2010
População total: 8.772
- Urbana: 7.916
- Rural: 856
- Homens: 4.363[10]
- Mulheres: 4.409

Densidade demográfica (hab./km²): 40,18
Taxa de alfabetização: 92,9%
Dados do Censo - 2000
Mortalidade infantil até 1 ano (por mil): 12,19
Expectativa de vida (anos): 73,31
Taxa de fecundidade (filhos por mulher): 1,92
Índice de Desenvolvimento Humano (IDH-M): 0,804
- IDH-M Renda: 0,732
- IDH-M Longevidade: 0,805
- IDH-M Educação: 0,875

(Fonte: IPEADATA)

## Geografia
Possui uma área de 232,143 km².

### Hidrografia
- Rio São José dos Dourados
- Ribeirão do Jacaré
- Córrego da Água Limpa
- Córrego da Jacutinga

### Rodovias
- SP-310

## Infraestrutura

### Comunicações
O sistema de telefones automáticos foi inaugurado na cidade em 1974 pela Telecomunicações de São Paulo (TELESP), que também implantou o sistema de discagem direta à distância (DDD) em 1982 com o código de área (0172). Anteriormente a cidade era atendida pela Cia. Telefônica Rio Preto, empresa administrada pela Companhia Telefônica Brasileira (CTB).
Na década de 90 o código DDD da cidade foi alterado para (017), para padronização do sistema telefônico com a telefonia celular que estava sendo implantada em todo o estado.

## Administração
- Prefeito: Kiko Rossali (PL, 2025/2028)[17]
- Vice-prefeito: Helio Carvalho (PODEMOS, 2025/2028)[18]
- Presidente da câmara: Edenilson Roselli (2025/2026)[19]

## Religião
O Cristianismo se faz presente na cidade da seguinte forma:

### Igreja Católica
- A igreja faz parte da Diocese de São José do Rio Preto.[21]

### Igrejas Evangélicas
- Assembleia de Deus Ministério do Belém.[22][23]
- Congregação Cristã no Brasil.[24]